# Ulm (Greifenstein)
Ulm ist ein Ortsteil der Gemeinde Greifenstein im mittelhessischen Lahn-Dill-Kreis.

## Geschichte

### Ortsgeschichte
Die erste bekannte urkundliche Erwähnung des Orts datiert auf das Jahr 1325. Bis 1791 war ein Landgericht im Ort angesiedelt. Von 1877 bis 1934 war Ulm Sitz einer Amtsbürgermeisterei, die zehn Gemeinden verwaltete.
Am 7. Oktober 2010 wurde Ulm als Dolles Dorf in der Hessenschau ausgelost.
Hessische Gebietsreform (1970–1977)
Im Zuge der Gebietsreform in Hessen fusionierte zum 1. Februar 1971 die bis dahin eigenständige Gemeinde Ulm freiwillig mit den Nachbargemeinden Allendorf und Holzhausen zur Gemeinde Ulmtal. Ulmtal wurde am 1. Januar 1977 durch das Gesetz zur Neugliederung des Dillkreises, der Landkreise Gießen und Wetzlar und der Stadt Gießen mit den Gemeinden Greifenstein, Arborn, Beilstein, Nenderoth und Odersberg zur neuen Großgemeinde Greifenstein zusammengeschlossen. Für Ulm wurde, wie für alle ehemals eigenständigen Gemeinden von Greifenstein, ein Ortsbezirk mit Ortsbeirat und Ortsvorsteher nach der Hessischen Gemeindeordnung gebildet. Sitz der Gemeindeverwaltung wurde der Ortsteil Beilstein.

### Verwaltungsgeschichte im Überblick
Die folgende Liste zeigt die Staaten und Verwaltungseinheiten, denen Ulm angehört(e):
- vor 1806: Heiliges Römisches Reich, Fürstentum Solms-Braunfels, Anteil der Grafschaft Solms, Amt Greifenstein
- ab 1806: Herzogtum Nassau,[Anm. 2] Amt Greifenstein
- ab 1816: Königreich Preußen,[Anm. 3] Provinz Großherzogtum Niederrhein, Regierungsbezirk Koblenz, Kreis Braunfels[11][Anm. 4]
- ab 1822: Königreich Preußen, Rheinprovinz, Regierungsbezirk Koblenz, Kreis Wetzlar[Anm. 5]
- ab 1866: Norddeutscher Bund[Anm. 6], Königreich Preußen, Rheinprovinz, Regierungsbezirk Koblenz, Kreis Wetzlar
- ab 1871: Deutsches Reich, Königreich Preußen, Rheinprovinz, Regierungsbezirk Koblenz, Kreis Wetzlar
- ab 1918: Deutsches Reich (Weimarer Republik), Freistaat Preußen, Rheinprovinz, Regierungsbezirk Koblenz, Kreis Wetzlar
- ab 1932: Deutsches Reich, Freistaat Preußen, Provinz Hessen-Nassau, Regierungsbezirk Wiesbaden, Kreis Wetzlar
- ab 1944: Deutsches Reich, Freistaat Preußen, Provinz Nassau, Kreis Wetzlar
- ab 1945: Amerikanische Besatzungszone,[Anm. 7] Groß-Hessen, Regierungsbezirk Wiesbaden, Landkreis Wetzlar
- ab 1946: Amerikanische Besatzungszone, Land Hessen, Regierungsbezirk Wiesbaden, Landkreis Wetzlar
- ab 1949: Bundesrepublik Deutschland, Land Hessen, Regierungsbezirk Wiesbaden, Landkreis Wetzlar
- ab 1968: Bundesrepublik Deutschland, Land Hessen, Regierungsbezirk Darmstadt, Landkreis Wetzlar
- ab 1971: Bundesrepublik Deutschland, Land Hessen, Regierungsbezirk Darmstadt, Landkreis Wetzlar, Gemeinde Ulmtal[Anm. 8]
- ab 1977: Bundesrepublik Deutschland, Land Hessen, Regierungsbezirk Darmstadt, Lahn-Dill-Kreis, Gemeinde Greifenstein[Anm. 9]
- ab 1981: Bundesrepublik Deutschland, Land Hessen, Regierungsbezirk Gießen, Lahn-Dill-Kreis, Gemeinde Greifenstein

### Bevölkerung
Einwohnerstruktur 2011
Nach den Erhebungen des Zensus 2011 lebten am Stichtag, dem 9. Mai 2011, in Ulm 720 Einwohner. Darunter waren 33 (4,6 %) Ausländer.
Nach dem Lebensalter waren 90 Einwohner unter 18 Jahren, 300 waren zwischen 18 und 49, 177 zwischen 50 und 64 und 153 Einwohner waren älter.
Die Einwohner lebten in 288 Haushalten. Davon waren 69 Singlehaushalte, 87 Paare ohne Kinder und 102 Paare mit Kindern, sowie 27 Alleinerziehende und 3 Wohngemeinschaften. In 57 Haushalten lebten ausschließlich Senioren/-innen und in 183 Haushaltungen leben keine Senioren/-innen.
Einwohnerentwicklung
| Ulm: Einwohnerzahlen von 1834 bis 2020 | Ulm: Einwohnerzahlen von 1834 bis 2020 | Ulm: Einwohnerzahlen von 1834 bis 2020 | Ulm: Einwohnerzahlen von 1834 bis 2020 | Ulm: Einwohnerzahlen von 1834 bis 2020 |
| --- | -------------------------------------- | -------------------------------------- | -------------------------------------- | -------------------------------------- |
| Jahr |                                        |                                        |                                        | Einwohner                              |
| 1834 | 1834                                   |                                        | 265                                    | 265                                    |
| 1840 | 1840                                   |                                        | 291                                    | 291                                    |
| 1846 | 1846                                   |                                        | 331                                    | 331                                    |
| 1852 | 1852                                   |                                        | 330                                    | 330                                    |
| 1858 | 1858                                   |                                        | 342                                    | 342                                    |
| 1864 | 1864                                   |                                        | 365                                    | 365                                    |
| 1871 | 1871                                   |                                        | 362                                    | 362                                    |
| 1875 | 1875                                   |                                        | 385                                    | 385                                    |
| 1885 | 1885                                   |                                        | 403                                    | 403                                    |
| 1895 | 1895                                   |                                        | 381                                    | 381                                    |
| 1905 | 1905                                   |                                        | 347                                    | 347                                    |
| 1910 | 1910                                   |                                        | 347                                    | 347                                    |
| 1925 | 1925                                   |                                        | 412                                    | 412                                    |
| 1939 | 1939                                   |                                        | 495                                    | 495                                    |
| 1946 | 1946                                   |                                        | 607                                    | 607                                    |
| 1950 | 1950                                   |                                        | 617                                    | 617                                    |
| 1956 | 1956                                   |                                        | 569                                    | 569                                    |
| 1961 | 1961                                   |                                        | 523                                    | 523                                    |
| 1967 | 1967                                   |                                        | 597                                    | 597                                    |
| 1970 | 1970                                   |                                        | 577                                    | 577                                    |
| 1980 | 1980                                   |                                        | ?                                      | ?                                      |
| 1990 | 1990                                   |                                        | ?                                      | ?                                      |
| 2000 | 2000                                   |                                        | ?                                      | ?                                      |
| 2011 | 2011                                   |                                        | 720                                    | 720                                    |
| 2015 | 2015                                   |                                        | 729                                    | 729                                    |
| 2020 | 2020                                   |                                        | 644                                    | 644                                    |
| Datenquelle: Historisches Gemeindeverzeichnis für Hessen: Die Bevölkerung der Gemeinden 1834 bis 1967. Wiesbaden: Hessisches Statistisches Landesamt, 1968. Weitere Quellen: LAGIS; Gemeinde Greifenstein; Zensus 2011 |                                        |                                        |                                        |                                        |

Religionszugehörigkeit
| 1834: | 263 evangelische Einwohner, 2 Mennoniten                          |
| 1961: | 490 evangelische (= 93,69 %), 27 (= 5,16 %) katholische Einwohner |

## Ortsbeirat
Für den Ortsteil Ulm gibt es einen fünfköpfigen Ortsbeirat mit Ortsvorsteher. Nach den Kommunalwahlen in Hessen 2021 ist die Ortsvorsteherin Nadine Heilmeier.

## Sehenswürdigkeiten

### Kulturdenkmäler
siehe Liste der Kulturdenkmäler in Ulm

### Dianaburg
Die Dianaburg ist ein ehemaliges Jagdschloss auf der 412 M.ü.NN. hohen bewaldeten Basaltkuppe Kesselberg. Vorbild der im Geist der Romantik erbauten Burg war ein Turm der Prager Karlsbrücke. Der begeisterte Jäger Ferdinand Fürst zu Solms-Braunfels ließ die Dianaburg 1842/43 in der Nähe seines Schlosses Braunfels erbauen. Nach dem Tod des Fürsten 1873 diente die Burg als Wohnung des Revierförsters, war sie seit 1898 Ausflugslokal. Nach 1969 wurden die Nebengebäude abgerissen; nur der Turm blieb erhalten. Nach einer Dachsanierung 2008 ist die Dianaburg seit 2011 Eigentum von Johannes Graf von Oppersdorf Solms-Braunfels. Der Turm ist von April bis November an jedem ersten Sonntag des Monats zur Besichtigung geöffnet.

## Verkehr
Ulmtalbahn
Im Jahr 1922 vollendete man die Ulmtalbahn von Stockhausen nach Beilstein. Damit wurde es möglich, Rohstoffe aus dem Ulmtal abzutransportieren und Personen zu befördern. Nach Beendigung des Personenverkehrs 1976 und des Güterverkehrs im Jahr 1988 wurde die Ulmtalbahn stillgelegt und kurz darauf abgebaut. Im Jahre 2013 entstand auf der ehemaligen Trasse ein Radweg.

## Persönlichkeiten
- Erwin Piscator (* 17. Dezember 1893 in Greifenstein; † 30. März 1966 in Starnberg), Theaterintendant, Regisseur, Theaterpädagoge und Ehrenbürger Ulms
- Wilhelm Adam (* 23. April 1906 in Ulm; † 17. April 1989), Politiker und Landrat